# Chojna
Chojna (Duits: Königsberg in der Neumark) is een stad in het Poolse woiwodschap West-Pommeren, gelegen in de powiat Gryfiński en gemeente Chojna. De oppervlakte bedraagt 12,12 km², het inwonertal 7099 (2005).

## Geschiedenis
Al in de 10de eeuw was hier een bevestiging aangelegd bij een Slavische handelsplaats. In de 12de eeuw stond ze onder het gezag van Barnim I, de hertog van Pommeren, die zich had losgemaakt van de Poolse koning en een plaats zocht in het Duitse Rijk. De hertog schonk de plaats Maagdenburger stadsrecht en wierf burgers uit het noorden van het Duitsland uit om zich er te vestigen. De „terra Konigesberge“ kwam in 1248 bij een nadere grensbepaling aan de naburige markgraven van Brandenburg die hun bezit overdeden aan de Duitse keizer en deze beleende de Duitse Orde er in 1402 mee. De Hussieten verwoestten het gebied (de Neumark) tijdens hun strooptochten maar de stad Königsberg hield stand. De markgraven kregen de Neumark in 1455 opnieuw in handen. In de 14de eeuw groeide de stad uit tot centrum van de graanhandel. De Marienkirche en het raadhuis werden een eeuw later in bijzonder rijke baksteengotiek opgetrokken. 
De lutherse hervorming werd na 1539 ingevoerd. 
In de 17de eeuw ging de middeleeuwse welvaart teniet door oorlogsgeweld (de Dertigjarige Oorlog) en de epidemieën die daar het gevolg van waren.
De stad werd in 1809 bestuurlijk centrum van de Neumark maar ontwikkelde zich industrieel weinig omdat groei in de schaduw van de nabije havenstad Stettin moest plaatsvinden. Tussen 1800 en 1880 verdubbelde zich het bevolkingstal nog wel van ruim 3.000 tot 6.600 maar daarna bleef groei uit.
In februari 1945 nam het Sovjetleger de stad in zonder op tegenstand te stuiten. De Russen brandden vervolgens de binnenstad voor twee derde af. In juni werd de plaats aan Poolse autoriteiten overgegeven en deze verjoegen de laatste inwoners (zie Verdrijving van Duitsers na de Tweede Wereldoorlog. Eerst noemden zij de stad ‘Władysławsko’, vervolgens ‘Królewiec’, een naam die een vertaling is van de Duitse. Ten slotte werd het ‘Chojna nad Odrą’. 
De ruïne van het raadhuis was in 1986 weer in zoverre hersteld dat er een cultureel centrum in gevestigd kon worden. In 1994 was de ruïne van de vroegere Marienkirche weer gerestaureerd met gelden uit Duitsland. 
De stad is in bevolkingstal amper toegenomen sinds de vooroorlogse tijd: in 2010 woonden er 7.400 mensen.

## Geboren in Königsberg
- Otto Friedrich Butendach (1730–1798), calvinistisch theoloog wiens vermaarde bibliotheek van 6.000 banden door de Sovjetautoriteiten in 1945 in beslag werd genomen en sindsdien grotendeels verdween
- Carl Friedrich von Beyme (1765–1838), minister van justitie in Berlijn
- Adalbert Kuhn (1812–1881), filoloog en uitgever van het ‘Zeitschrift für vergleichende Sprachforschung auf dem Gebiete der Indogermanischen Sprachen’
- Hermann Scheffler (1893-1933), KPD-functionaris in Berlijn, werd als ‘Rotfront’-strijder in 1933 geëxecuteerd door de SA
- Rolf-Dieter Hütteroth (1930–2010), hoogleraar geografie in Neurenberg, gespecialiseerd in het Midden-Oosten

## Verkeer en vervoer

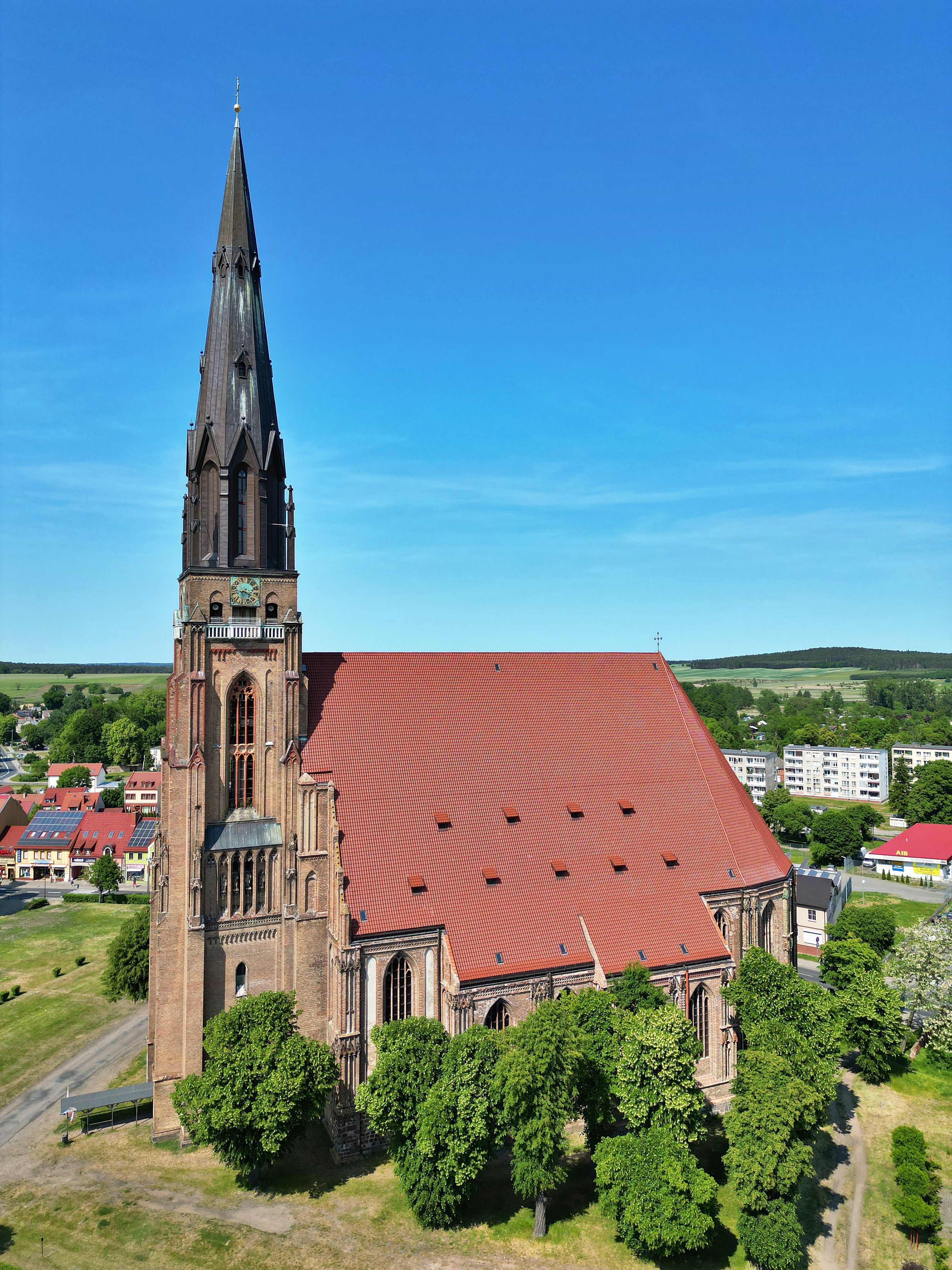
Mariakerk

- Station Chojna

Altea · Bad Kötzting · Bellagio · Bundoran · Chojna · Granville · Holstebro · Houffalize · Judenburg · Karkkila · Kőszeg · Meerssen · Niederanven · Oxelösund · Preveza · Rovinj · Sesimbra · Sherborne · Sigulda · Sušice · Türi